# System eksploatacji

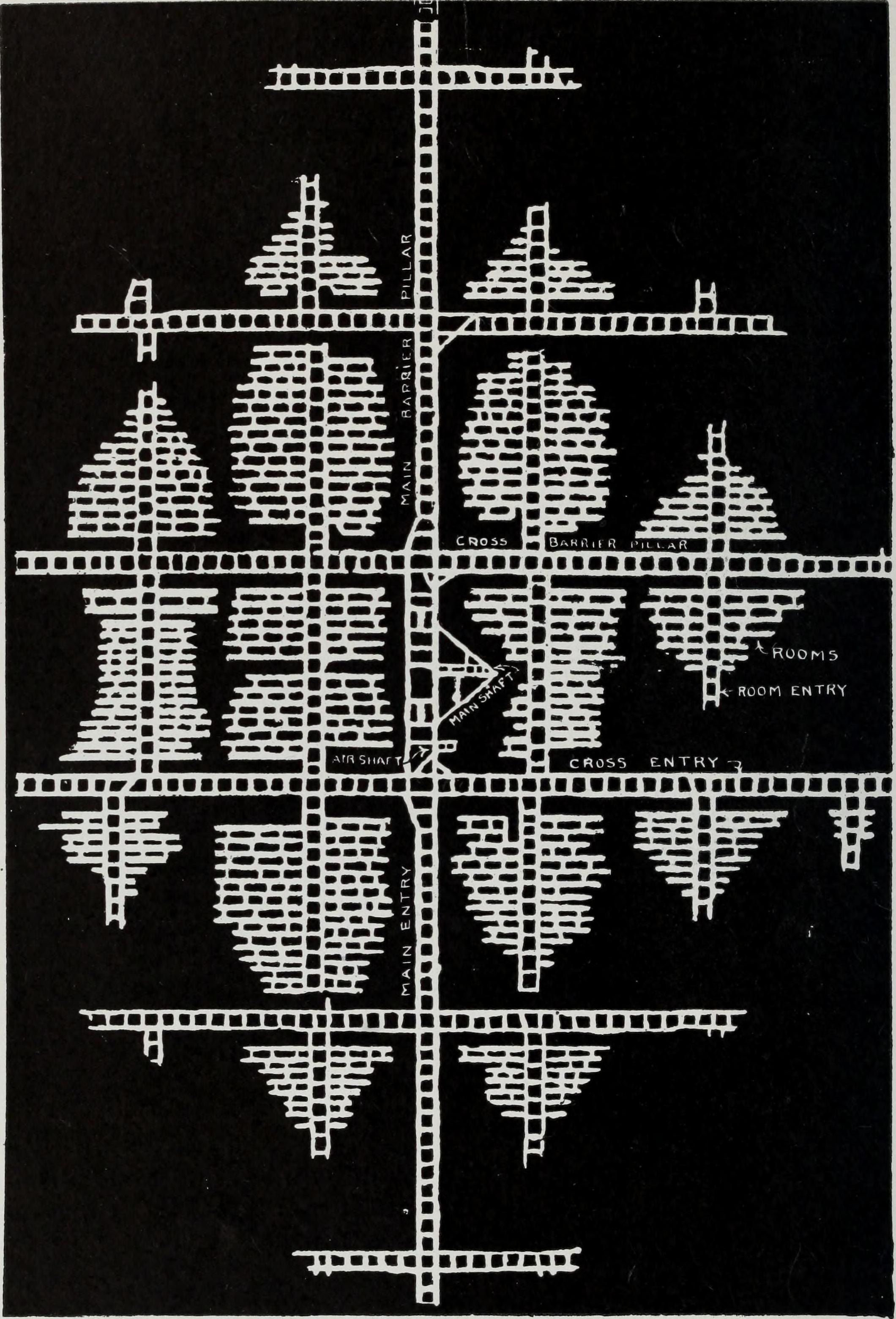
Plan wyrobisk kopalni stosującej system komorowo-filarowy

System eksploatacji – sposób, w jaki kopalina jest wybierana ze złoża. W skład każdego systemu eksploatacji wchodzą geometria systemu eksploatacyjnego oraz wszystkie elementy procesu technologicznego wraz z robotami pomocniczymi.
System eksploatacji powinien spełniać następujące warunki:
- bezpieczeństwo załogi,
- minimalne straty eksploatacyjne,
- ciągłość produkcji,
- duża wydajność pracy,
- minimalne koszty produkcji,
- łatwy transport urobku,
- właściwe warunki wentylacji i klimatyzacji,
- łatwa dostawa materiałów (ewentualnie podsadzki),
- możliwość doprowadzenia energii elektrycznej, wody przepłuczkowej i sprężonego powietrza,
- możliwość odprowadzania wody,
- minimalizować zagrożenia: zawałowe, tąpaniowe, pożarowe, wodne, gazowe itp.

Systemy eksploatacji soli:
- metody tradycyjne (eksploatacja na "sucho)
- metoda ługowania (eksploatacja na "mokro")

Eksploatacja na sucho:
- systemy komorowo – filarowe
- systemy komorowe: system komór niskich, system komór wysokich
- systemy ubierkowe (ścianowe, filarowo-ubierkowe)
- systemy inne